# Saint-Paul (Métro Paris)

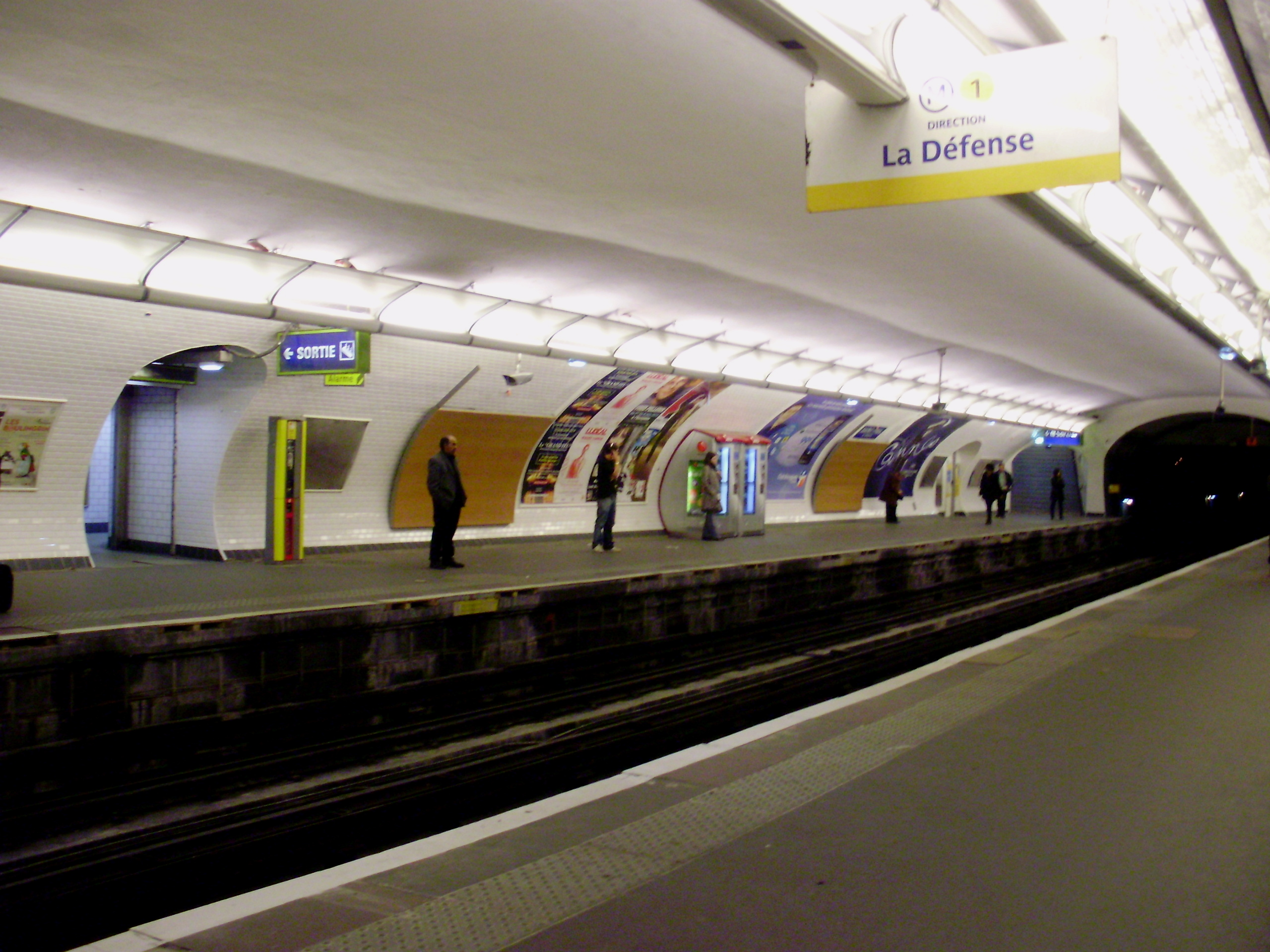
Station vor dem Umbau

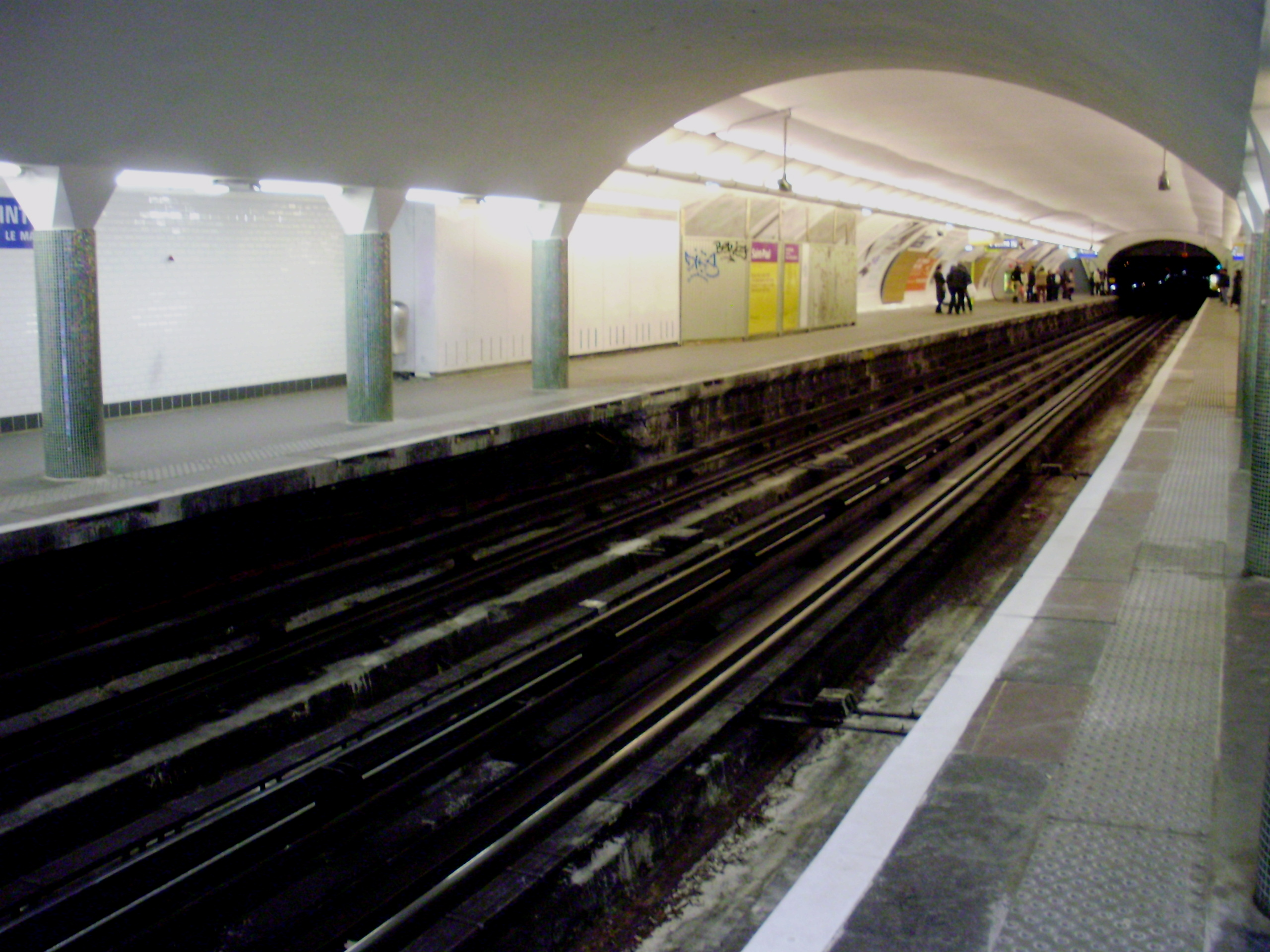
Östliche Erweiterung: auf Säulen ruhendes Rundgewölbe

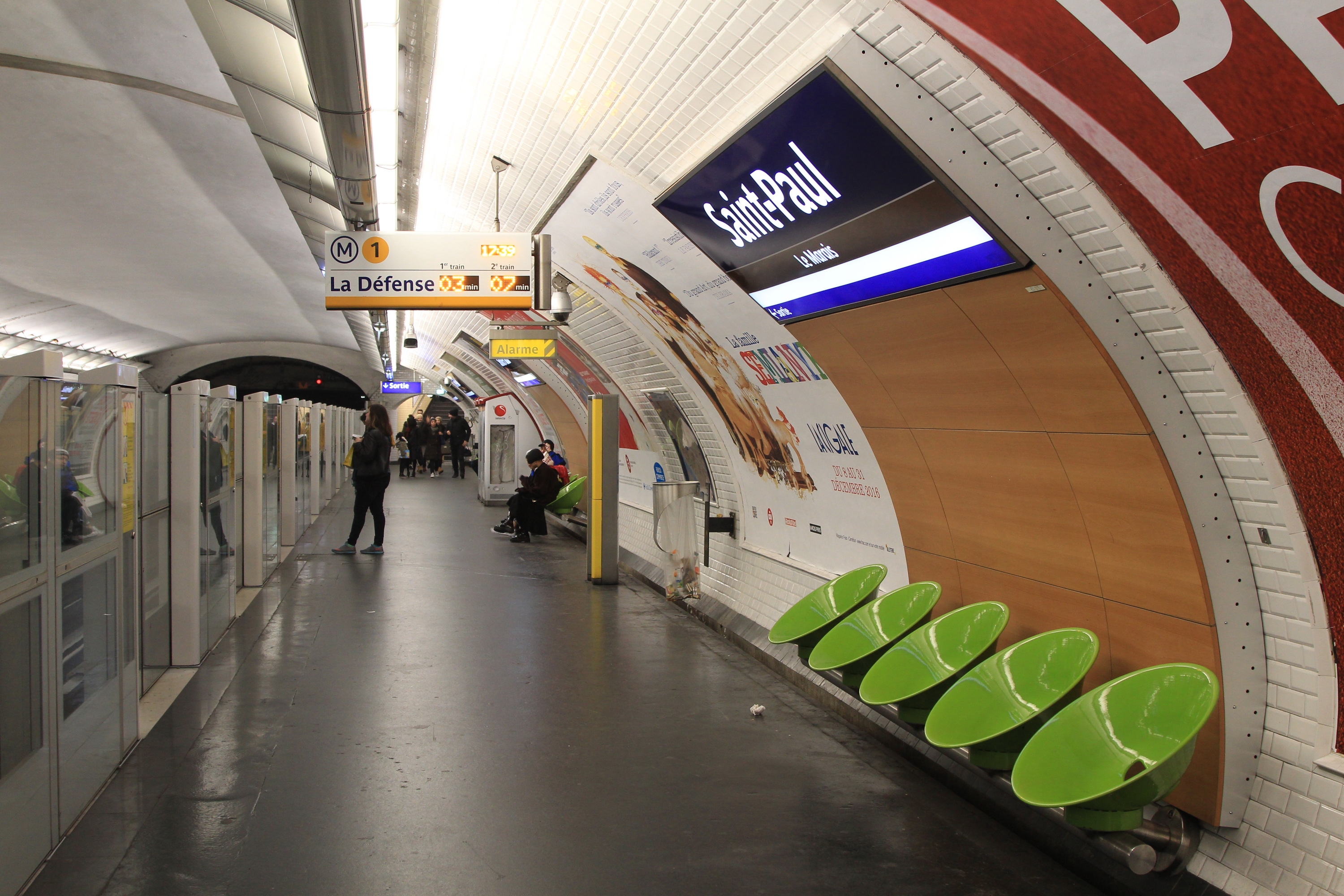
Bahnsteig mit Bahnsteigtüren

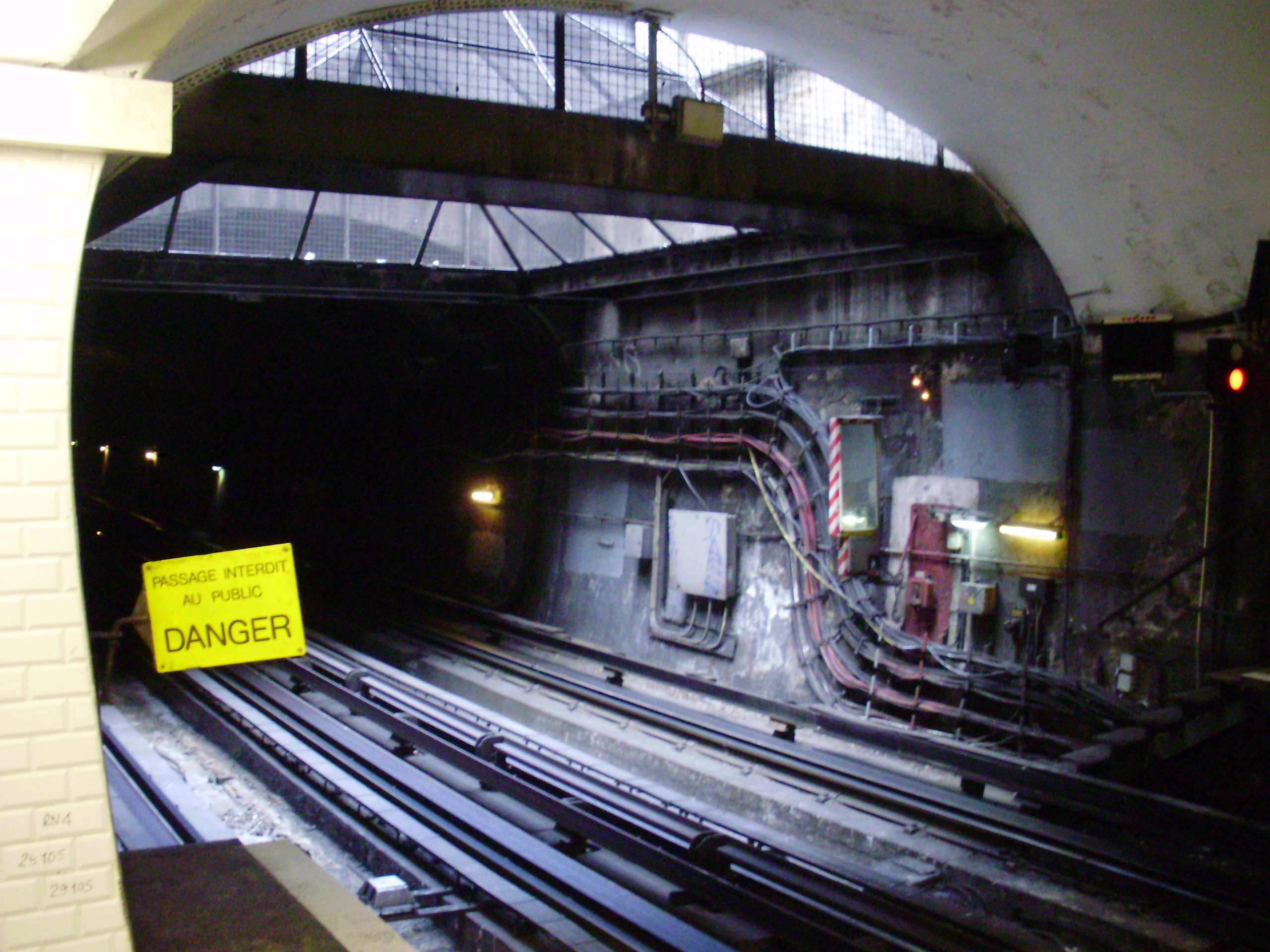
Belüftungs- und Lichtschacht

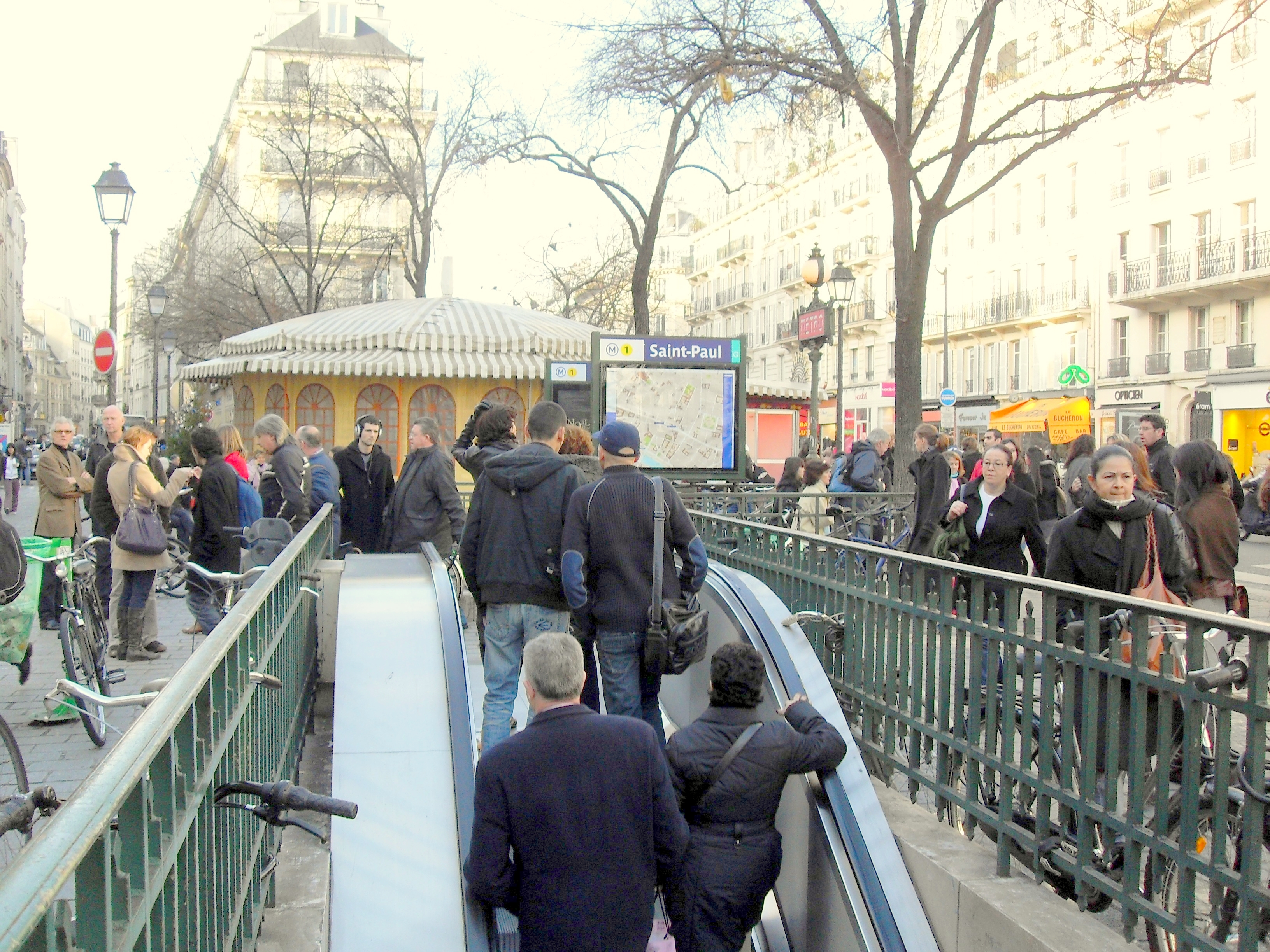
Ausgang mit Rolltreppe

Saint-Paul [sɛ̃ pɔl] ist eine unterirdische Station der Linie 1 der Pariser Métro. Sie liegt im historischen Stadtteil Marais am südlichen Rand des jüdischen Viertels Pletzl.

## Lage
Der U-Bahnhof befindet sich im Quartier Saint-Gervais des 4. Arrondissements von Paris. Er liegt längs unter der Rue de Rivoli an deren Nahtstelle mit der Rue Saint-Antoine.

## Name
Namengebend ist die von der Rue Saint-Antoine abgehende Rue Saint-Paul. Der Missionar Paulus von Tarsus lebte im 1. Jahrhundert, er wird in der römisch-katholischen Kirche als Heiliger verehrt. Seinen Namen trägt auch die nahe Kirche Saint-Paul-Saint-Louis.
Nach dem umgebenden Stadtteil trägt die Station den Namenszusatz „Le Marais“ (dt.: Der Sumpf). Er verdankt seinen Namen dem ehemaligen Sumpfgebiet am nördlichen Seineufer, das im 13. Jahrhundert trockengelegt und für den Gemüseanbau genutzt wurde.

## Geschichte
Die Station wurde am 6. August 1900 eröffnet, nachdem die Linie 1 bereits am 19. Juli 1900 in Betrieb gegangen war. Diese verkehrte damals auf dem Abschnitt von Porte de Vincennes nach Porte Maillot, wobei in den Anfangstagen noch nicht alle Stationen bedient wurden. Zunächst war die Station 75 m lang, Anfang der 1960er Jahre wurde sie auf 90 m verlängert und für den Verkehr mit gummibereiften Zügen umgerüstet.
Während des Ersten Weltkriegs wurde die Station im April 1918 bei einem deutschen Bombenangriff beschädigt. Im April 2009 wurden die Bahnsteige angehoben und im Zuge der Einführung des fahrerlosen Betriebs später mit Bahnsteigtüren ausgestattet.

## Beschreibung
Die Station hat Seitenbahnsteige an zwei Streckengleisen, sie liegt unter einem elliptischen Gewölbe mit gekrümmten Seitenwänden. Die Verlängerung aus den 1960er Jahren liegt unter einem Rundgewölbe, das auf Säulen nahe der Bahnsteigkante ruht. Am östlichen Stationsende existiert ein Belüftungsschacht, der als Lichtschacht Tageslicht einfallen lässt.
Der einzige Zu- und Ausgang befindet sich an der auch als „Pointe Rivoli“ bezeichneten Nahtstelle von Rue de Rivoli und Rue Saint-Antoine. Er ist durch einen Kandelaber des Typs Val d’Osne markiert. Ein weiterer, nahegelegener Ausgang ist mit einer Rolltreppe versehen.

## Fahrzeuge
Zunächst verkehrten auf der Linie 1 Züge, die aus einem Triebwagen mit nur einem Führerstand und zwei Beiwagen bestanden. Diese Fahrzeuge waren zweiachsig und jeweils knapp neun Meter lang. Bereits 1902 wurden Acht-Wagen-Züge mit je einem Triebwagen an den Zugenden gebildet. Bis 1905 wurden die Triebwagen, ab 1906 auch die Beiwagen durch vierachsige Fahrzeuge auf Drehgestellen ersetzt. 1908 hielten grün lackierte Fünf-Wagen-Züge der Bauart Sprague-Thomson auf der Linie 1 Einzug, die sich dort bis in die 1960er Jahre hielten. Ab Mai 1963 wurden die auf Schienen verkehrenden Sprague-Thomson-Züge sukzessive durch gummibereifte Fahrzeuge der Baureihe MP 59 abgelöst, bis Dezember 1964 herrschte Mischverkehr der zwei Betriebsarten. 1997 folgte die Baureihe MP 89 CC, die mit der Aufnahme des automatischen Betriebs der Baureihe MP 05 wich.

## Umgebung
- Stadtteil Marais
- Jüdisches Viertel Pletzl aus dem 18. Jahrhundert
- Place des Vosges
- Rue des Rosiers
- Lycée Charlemagne